# ماري أندرسون (ممثلة مواليد 1897)
ماري أندرسون (بالإنجليزية: Mary Anderson)‏ (28 يونيو 1897 - 22 يونيو 1986)، ممثلة أمريكية ظهرت في 77 من الأفلام الصامتة بين عامي 1914 و1923 .

## روابط خارجية
- ماري أندرسون على موقع IMDb (الإنجليزية)
- ماري أندرسون على موقع أول موفي (الإنجليزية)
- ماري أندرسون على موقع كينوبويسك (الروسية)